# 加布里埃尔·蒙皮耶体育场
加布里埃爾·蒙皮耶體育場（法語：Stade Gabriel-Montpied，發音：[stad ɡabʁijɛl mɔ̃pje]）是位於法国中部奥弗涅大区克莱蒙费朗市的一座多用途體育場，主要用於足球比賽，是克萊蒙的主場，體育場可容納11,980名觀眾，建於 1995年。體育場也是2016年世界女子七人欖球系列賽法國站的舉辦地，並舉辦了2017年克萊蒙費朗七人欖球賽，這是2017年歐洲橄欖球大獎賽系列賽的第三站。

## 外部連結
- www.stadiumdb.com （页面存档备份，存于）

45°48′57″N 3°07′18″E / 45.81582°N 3.121651°E